# Міта Макі
Міта Макі (22 квітня 1983) — японська плавчиня.
Учасниця Олімпійських Ігор 2000, 2008 років.
Призерка Чемпіонату світу з водних видів спорту 2001 року.
Призерка Пантихоокеанського чемпіонату з плавання 2002, 2006 років.